# 石井慧
石井 慧（いしい さとし、1986年12月19日 - ）は、男性総合格闘家、キックボクサー、プロボクサー、柔道家（六段）。北京オリンピック柔道男子100kg超級金メダリスト。大阪府茨木市出身。チーム・クロコップ所属。ブラジリアン柔術黒帯。紫綬褒章受章。血液型はO型。出身道場は修道館（大阪府）。元妻は歌手の林明日香。2019年にクロアチア国籍を取得するまでは、日本国籍保有者であった

## 来歴

### 柔道家として
茨木市立大池小学校5年生の頃、父親の指導で柔道を始め、本格的に取り組むべく清風中学に入学。高校1年生の時に、より柔道の強い環境を求め国士舘高校へ志願編入。その後、国士舘大学体育学部武道学科に入学。
- 2004年に講道館杯全日本柔道体重別選手権大会100kg級で優勝した。高校生の優勝は1998年の鈴木桂治、翌99年の高松正裕に次ぐ史上3人目で、翌年には連覇を果たした。2006年、全日本選手権に初出場ながら鈴木を破り、19歳4か月の史上最年少で優勝した（それまでの最年少優勝記録は山下泰裕の19歳10か月）。同年アジア競技大会（ドーハ）では100kg級で準優勝。
- 2007年の全日本選手権では準決勝で井上康生に勝利したが、決勝で鈴木に敗れた。同年嘉納治五郎杯東京国際柔道大会より100kg超級に転向し優勝。以後無敗で引退した。
- 2008年2月のオーストリア国際で優勝を果たした。4月29日、全日本選手権決勝で三度鈴木と対戦し、優勢勝ちで2年ぶり2度目の優勝をすると共に北京オリンピック柔道男子100kg超級日本代表選手に選出された。
  - 8月15日、北京オリンピック柔道男子100kg超級に出場、準決勝までの4試合はすべて一本勝ち、決勝ではアブドゥロ・タングリエフ（ ウズベキスタン）と対戦、指導2つの優勢勝ちで金メダルを獲得、五輪での最重量級最年少王者となった。優勝直後のインタビューで石井は、「オリンピックのプレッシャーなんて斉藤先生のプレッシャーに比べたら、屁の突っ張りにもなりません」と発言し、新語・流行語大賞の候補60語にノミネートされた。
- 同年11月、プロ総合格闘技へと転向した（後述）石井だが、2011年4月30日、アメリカ・フロリダ州オーランドで行われた全米体重別選手権のオープン参加クラスに参加し、全試合一本勝ちで優勝を果たした。試合後のインタビューで「全日本王者の鈴木桂治選手と闘いたい。彼にその度胸があればの話ですけど」と話した。アメリカ柔道連盟のナディング会長は石井について、「将来的にアメリカ代表になる気持ちがあるなら、可能な範囲でサポートしていきたい」と話した[2]。全日本柔道連盟の規定により、プロ格闘家に転向した選手は、プロ格闘家を引退してから選手は3年、指導者は1年経たなければ日本柔道界に再登録することができないが、アメリカ柔道連盟はプロ格闘家にも柔道の試合への出場を許可しているため、石井は「アメリカの永住権と市民権を取って、2016年リオデジャネイロオリンピックにアメリカ代表として出場して金メダルを取る」と公言していた[3]。
- 2013年4月14日には全米選手権の無差別級に出場したが、決勝では現地で柔道指導に当たっている元全日本強化選手の高橋徳三を相手に指導2を先取して優勢に試合を進めていたものの、高橋が内股を放った際に右脚を右手甲で防御したことにより石井の反則負けとなり、2007年の全日本選手権決勝で鈴木に敗れて以来、柔道では約6年ぶりの敗戦を喫することになった。石井も帯から下に触れることが全面禁止になった新ルールに対応できず、「マジでむかつくし、訳が分からない。おかしいよ」と不満をぶちまけた[4][5]。
  - 7月にはアメリカ柔道連盟からの申請を受けた国際柔道連盟より、六段を授与されることになった[6]。
- 2014年5月5日、全米選手権の無差別級に出場したが、準々決勝でまたも高橋に反則負けを喫した。試合後には「高橋先輩は強かった。全然柔道をさせてもらえなかった。優勝して帰りたかったけど、両者指導の後、もう1回僕だけ指導を取られ気持ちが切れてしまった」と無念そうに語った[7]。

### 総合格闘家への転向
- 金メダルを獲得した北京オリンピックから約2か月後の2008年10月6日、石井のプロ総合格闘技への転向がスポーツ報知の一面で報じられ、明らかになった。また、出場予定だった当日の世界選手権団体も調整不足を理由に辞退した。翌日の10月7日の会見で石井は、「卒業のことで頭がいっぱい。焦らずゆっくり考えたい」と進退の明言を避けた。10月31日、全日本柔道連盟に対して強化指定選手辞退届を提出[8]。11月3日に記者会見で「11月3日をもって柔道家をやめ、プロ転向を決めました。総合格闘技のチャンピオンになれるようにがんばります」 と、正式にプロ転向を表明した。このころから柔道選手時代のトレードマークであったスキンヘッド（写真）から、スポーツ刈りにヘアスタイルを変えている。
  - 11月17日に個人事務所「Twill33」（ミーサン）を設立し、取締役である（マネジメントはケイダッシュ）。
  - 12月16日に世界最大の総合格闘技団体UFCへの参戦意志を明言。同年12月27日にアメリカ合衆国で開催されたUFC 92を観戦し、同日深夜にUFCを主催するズッファ社と独占交渉契約を交わした（2009年1月末で独占交渉期限切れとなった。）。渡米中には現役選手にしてUFC殿堂入りしているランディ・クートゥアらの指導を受けた。その後はアメリカン・トップチームで練習を積んだ。
- 2009年1月4日、戦極の乱2009のリングにUFCのTシャツ姿で上がり「これからアメリカで試合をすることになりましたが、いつか大きなお土産を持ってこのリングに立ちたい」と発言した[9]。
  - 6月1日、記者会見で戦極（現SRC）と同日に仮契約したことを発表する。戦極と契約した理由について石井は「日本で育ち、日本で生まれた柔道に生かされてきた。その結果、オリンピック金メダルを手にしました。まずは、日本の格闘技界を盛り上げ、恩返しすることが私の宿命だと思った。自分の祖母は半分、片足を棺桶に突っ込んで、いつ亡くなってもおかしくない状況なので、祖母に生で試合を見せてあげたい」「日本にある団体の中で、『戦極』では、自分が最も尊敬する、世界のヘビー級で一番強い選手・エメリヤーエンコ・ヒョードルと（当時）対戦予定のジョシュ・バーネット選手がいます。もし、ジョシュ・バーネット選手が勝てば、最強はジョシュ・バーネット選手になるので、そういう選手がいるのが『戦極』なので、そういう面でも『戦極』に惹かれました。」と語った[10]。「本契約はファンの前でしたい」とし、6月4日に新宿ステーションスクエアにて本契約の公開調印式が行われた[11]。
  - 3月から2か月半の間、ブラジルのパラー州ベレンにある、リョート・マチダの道場で武者修行を敢行した。
- 2009年9月、同年大晦日に行われるSRC（戦極）にて吉田秀彦との対戦が正式決定[12]。
  - 9月、国士舘大学を卒業（単位が足らず、同年3月での卒業はできなかった。）[13]。
  - 11月25日、K-1とDREAMを主催するFEGとSRC（戦極）を主催するWVRが大晦日の格闘技大会を合同開催することを発表し、SRCの大晦日大会は中止となり、同大会で予定されていた石井慧vs吉田秀彦戦はFEG主催のDynamite!! 〜勇気のチカラ2009〜で行われたが、判定負けを喫した[14]。
- 2010年3月20日、練習先であるハワイの興行「X-1 Champions 2」でササエ・パオゴフィーとエキシビションマッチ[15] で対戦し、1R2分50秒アームロックで一本勝ち[16]。
  - 4月8日、4歳年下の女子大学生と結婚した。同年1月にハワイで初めて知り合ってから3か月での結婚となった[17]。2011年1月、結婚から9か月で離婚した。
  - 5月15日、ニュージーランド・オークランドで開催されたXplosionでタファ"タンパー"ミシパティと対戦し、腕ひしぎ十字固めで一本勝ち[18]。
  - 6月4日、ハワイ・ホノルルで行なわれたX-1: Nations Collideでマイルス・ティナネスと対戦。石井も1R終了間際に左フックでダウンを奪い追撃のパウンドを繰り出すも、1R終了後の攻撃だったとして反則負けと裁定されたが[19]、その後ノーコンテストと裁定が変更された。
  - 9月25日、DREAM初参戦となったDREAM.16でミノワマンと対戦し、3-0の判定勝ちで格闘家としての日本初勝利を収めた[20]。大会3日前の9月22日に参戦が発表されるほどの緊急参戦となった[21]。
  - 11月8日、K-1 WORLD MAX 2010 FINALに参戦。当初はアンズ・"ノトリアス"・ナンセンとDREAMルールで対戦予定だったが、試合2日前のドクターチェックでナンセンの古傷が治っていないことが発覚し、ドクターストップになったため、試合前日に相手が柴田勝頼に変更された[22]。試合ではアームロックで一本勝ちを収めた。
  - 12月31日、Dynamite!! 〜勇気のチカラ2010〜 にてK-1ファイターのジェロム・レ・バンナと総合格闘技ルールで対戦。K-1が本職で4年間総合格闘技ルールの試合をしていなかったバンナ相手に寝技で関節技を極めきれず、スタンドでパンチと膝蹴りを浴びるなど苦戦。3Rに抑え込んで判定勝ちを収めたものの、バンナからパウンドを浴びた際には、石井が日本人でありながら、日本の観客からバンナへの歓声と掛け声があがり、逆に判定で石井の勝利が告げられた際には観客から石井へのブーイングが飛んだ。試合後、石井は「バンナ選手の寝技が予想以上にうまかった。プロデビュー戦では負けはしたが、吉田秀彦さんからパスガードしてサイドポジションを奪うことは出来たし、今回の試合に備えてエメリヤーエンコ・ヒョードルに一本勝ちした柔術世界王者ファブリシオ・ヴェウドゥムと練習してきて、寝技スパーリングで僕はファブリシオからパスガードしてサイドポジションを奪って抑え込めていたから寝技には自信があった。しかし、バンナは寝技でもファブリシオと同じくらい足が利いていて、今までで一番パスガードするのが難しい相手だったし、アキレス腱固めやヒールホールドの防御のやり方も出来ていて、寝技で下から打ってくるパンチも強かった[23]」「ブーイングは応援の裏返しだと思うし、それだけ期待していただいていることだと思う。次は一本、KOで勝ちたいと思っています」と語った[24]。
- 2011年4月1日にカリフォルニアで開催のStrikeforce Challengers 15でスコット・ライティと対戦予定だったが、東日本大震災の影響でビザの取得が遅れるなど試合に必要な手続きが出来ないため欠場となり、Strikeforce参戦は頓挫した[25]。
  - 9月14日、Amazon Forest Combat 1でパウロ・フィリオとライトヘビー級契約で対戦したが、判定ドローに終わる。
  - 12月31日、元気ですか!! 大晦日!! 2011でエメリヤーエンコ・ヒョードルと対戦したが、1Rに失神KO負けを喫した
- 2012年12月31日、INOKI BOM-BA-YE 2012で元UFC世界ヘビー級王者のティム・シルビアと対戦。1Rはテイクダウンからサイドポジションを奪い、肘打ちで出血させるなど優勢に進めたが、2R以降はシルビアの首相撲に掴まり苦戦する。判定勝ちするも、膠着し続けた試合に観客からのブーイングが飛んだ。相手のシルビアは試合前に、「右膝を負傷しており、リアルファイトをするのは難しい。」と話していたことを同大会出場者が語っている。
- 2013年2月23日、IGF GENOME24で元UFCファイターのショーン・マッコークルと対戦。1Rにアームロックで一本勝ちを収めた。ただし、この試合は当初、石井がジェフ・モンソンと戦う予定であったが、モンソンが試合直前に怪我で欠場したため、セコンドとして来日していたマッコークルにIGFスタッフが交渉をして試合１日前に急遽決まった試合であり、マッコークルは準備期間たった1日で試合に臨んでいた。
  - 3月21日、IGF GENOME25でケリー・ショールと対戦。左フックでダウンを奪い、腕ひしぎ十字固め（IGFの公式記録はアームロック）で一本勝ち。
  - 5月26日、ペドロ・ヒーゾに判定勝ち。ストライカーのヒーゾとスタンドで互角以上に渡り合い、課題だった打撃技術の向上を見せた。
  - 7月4日、歌手の林明日香と再婚していた事が発覚した。林のファンだった石井は2012年8月に知人の紹介で知り合い、その後、交際がスタートした。3月末にプロポーズし、大安だった7月3日に都内の区役所に婚姻届を提出した[26]。
  - 10月21日、M-1 Challenge 42でジェフ・モンソンと対戦。1Rと2Rはスタンドで主導権を握りつつ、テイクダウンを奪うなど優勢に試合を進め、3Rにはモンソンのクリンチアッパーを中心とした攻めで盛り返されるも判定勝ち。
  - 12月31日、INOKI BOM-BA-YE 2013のIGFチャンピオンシップで藤田和之と対戦。判定勝ちを収め、王座を獲得した。
- 2014年4月5日のINOKI GENOME FIGHT 1でフィリップ・デ・フライと対戦。スタンドではデ・フライのパンチや膝蹴りに苦しんだが、再三テイクダウンを奪い判定勝ち。
  - 8月23日のINOKI GENOME FIGHT 2でミルコ・クロコップと対戦。テイクダウンを奪うも、下からの肘打ちを受け出血。石井もその後、スタンドでミルコと互角に打ち合ったものの流血が激しくなり、ドクターストップ負け。IGF王座から陥落した[27]。
  - 12月31日大晦日のINOKI BOM-BA-YE 2014でミルコ・クロコップと再戦。リベンジを狙う石井だったが、2R終了間際にミルコの左ハイキックを側頭部に受けた後、打撃のラッシュを受けダウン。直後に2R終了のゴングが鳴らされたが出血が酷く、インターバルの最中も立ち上がれなかった為、石井のTKO負けとなった[28]。
- 2015年12月29日、RIZIN FIGHTING WORLD GRAND-PRIX 2015 さいたま3DAYSのヘビー級（-100kg）トーナメント1回戦でイリー・プロハースカと対戦し、グラウンドでの膝蹴りでKO負け。
- 2016年6月24日、Bellator 157でクイントン・"ランペイジ"・ジャクソンと対戦。序盤はテイクダウンして優勢に立つものの、徐々にジャクソンの首相撲やクリンチアッパーに捕まり、巻き返されて1-2で判定負け。
  - 8月7日放送の行列のできる法律相談所にて、林明日香と離婚したことを発表した[29]。
  - 12月16日、Bellator 169のメインイベントでキング・モーと対戦。終始モーが試合を支配し、0-3の判定負けとなった。
- 2017年2月より、練習拠点をクロアチアのチーム・クロコップに移した[30]。
- 2018年4月11日、桜庭和志が旗揚げしたグラップリング大会・QUINTET.1に「JUDO DREAM TEAM」の大将として参戦。1回戦で「HALEO DREAM TEAM」の副将マルコス・ソウザと対戦したが、時間切れドローに終わり、チームは1回戦敗退となった[31]。
  - 7月16日、QUINTET.2に「TEAM VAGABOND」の中堅として参戦。1回戦で「TEAM 10th Planet」の中堅ジオ・マルティネスと対戦し、時間切れドロー。
  - 10月5日、QUINTET.3のスペシャルシングルマッチで元UFCヘビー級王者のフランク・ミアと対戦、サドンデスラウンドで3度目の指導が入ったミアが失格となり、勝利を収めた[32]。
  - 11月20日、中井祐樹よりブラジリアン柔術黒帯を授与されたことをTwitter上で報告した[33]。
  - 12月1日、セルビアの総合格闘技団体「SBC（Serbian Battle Championship）」のヘビー級王座決定戦でトニー・ロペスと対戦し、1Rに洗濯ばさみで一本勝ち。王座獲得に成功した[34]。
- 2019年2月16日、SBCヘビー級タイトルマッチで挑戦者のホドリコ・カルロスと対戦し、1RにパウンドでTKO勝ち。初防衛に成功した[35]。
  - 3月2日、HEAT 44の総合ルールヘビー級タイトルマッチで王者のカルリ・ギブレインと対戦し、2RにV1アームロックで一本勝ち。王座獲得に成功した[36]。
  - 3月23日、ポーランドの総合格闘技団体「KSW」に初参戦し、元ヘビー級王者のフェルナンド・ロドリゲス・ジュニアと対戦。2-1の判定勝ちを収めた[37]。
  - 8月8日、PFL 6: 2019 Regular Seasonで元UFCファイターのジャレッド・ロショルトと対戦し、0-3の判定負け。約2年ぶりの黒星を喫した。
  - 10月31日、PFL 9: 2019 Season PFL Playoffs 3でデニス・ゴルゾフと対戦し、0-2の判定負け。連敗を喫した。
  - 12月31日、RIZIN.20でジェイク・ヒューンと対戦し、1R1分24秒右アッパーでKO負け。
- 2020年1月19日、HEAT 46の総合ルールヘビー級タイトルマッチでクレベル・ソウザと対戦し、1R3分24秒にアームロックで一本勝ち。王座防衛に成功した。
- 2022年夏にはクロアチア国籍でプロボクサーとしてデビューしたが、翌2023年1月2戦で引退[38]。
- 2024年3月、プロ格闘家を引退した。最後の戦いは2023年8月の試合だった[39]。引退後はお花屋さん、あるいは役者か政治家になりたいと語っていたが[40]、その後の6月、ハリウッド映画「The Smashing Machine（英語版）」（2025年公開）に出演することを明かした[41]。
- 2024年8月、「予期せぬ病気」により3回の緊急手術を受けたことを公表[42]。首の付け根と首の脊椎に感染症が起こり、敗血症になっていたことを明らかにしている[43]。同月16日、退院を報告[43]。

## ファイトスタイル
100kg以下級であったが、2007年秋に100kg超級へ転向した。左利きで超級のクラスでは上背はないものの、その筋肉量、スタミナはトップクラスである。パワーとスタミナの強さから受けが非常に強い選手で、また試合の駆け引きが上手い。よって、旗判定が行われる国内試合に強い選手といえる。北京オリンピックにおいては金メダルばかりがクローズアップされるが、特筆すべきはその試合内容で、特に5試合通して失点ゼロである部分である。相手の技による失点だけではなく、反則ポイントも全く受けていない。これは反則が取られやすい国際ルールでは稀なことであり、石井の試合運びの上手さが体現されたと言える。
得意技は大内刈で、世界トップクラスの切れ味を持つ。全日本選手権決勝で鈴木を2度破ったのも大内刈である。他に技が少ないことが弱点となっていたが、2007年あたりからは体落としを、2008年から大外刈や内股も出すようになってきた。寝技も得意とした。
石井は練習の虫としても知られ、特にウエイトトレーニングは寝る間を惜しむほど行い、ベンチプレス200kg以上を挙げることができる。非常に努力家であり、オーバーワークによる怪我を恐れてコーチが練習を止めると、泣いて「練習させてくれ」と懇願することもあったという。自身を「一本をとる技はない」「才能はない」と認めており、その分を人一倍の努力（練習による筋力増強と研究熱心さ）で補っている。全日本男子監督の斉藤仁も「世界一」と認める練習の虫である。その練習量の多さから、史上最強を謳われる柔道家木村政彦の弟子である岩釣兼生は「（木村の）鬼の柔道を継げるのはあいつしかいない。山下泰裕君クラスに成長していく可能性がある。絶対に勝ってやるという、そのための努力の量と質が人とは違う」（『ゴング格闘技』2008年12月号）と発言している。
柔道だけではなく、レスリングやブラジリアン柔術の道場にも1人で出かけて腕を磨いた。積極的に、他競技の技術も学んでいる。ブラジリアン柔術では2018年にパラエストラ東京代表の中井裕樹から黒帯を授与されている。
石井は、一本勝ちにこだわるよりも確実に勝利することを信条としており、寝技の習得にも熱心である。立ち技での投げによる一本勝ちを狙うことを称賛する日本柔道界においては、その姿勢に対して前述のように全日本選手権で優勝した際にブーイングを浴びたこともあったが、「美しい柔道って言いますが柔道は芸術ですか?そんなに美しいものを求めるのなら体操でもやればいい」と発言した。迎えた北京オリンピックでは、決勝戦以外は全て一本勝ちで優勝し金メダルを獲得した。

## 人物・エピソード
- 中学・高校時代の指導員で、のちに清風学園柔道部監督となる魚澄豊治も石井について、「中学入学時の実力は、同期の部員の中でも下から数えたほうが早かった」と語っている。ちなみに、清風中学校にはスポーツ推薦ではなく、1日平均8時間の猛勉強をこなして、一般入試を受験し合格している（そもそも、清風中学校はスポーツ推薦に該当する入学試験は行っていない）。
- 中学・高校時代には体育教師をしている父・義彦（府立高校教諭・柔道六段、日体大柔道部出身）に、毎日弁当（朝練があるので2個）を作ってもらっていた。現在も人間として尊敬している人物は父だと明言している。
- 母親も体育教師で、父とは体育大学の同級生だったという。母はハンドボールの世界選抜に選ばれた経験があり、妹も水球のGKで全国優勝している選手。スポーツ一家でもある[44]。
- 好きなスポーツ選手としては亀田三兄弟、朝青龍、秋山成勲らを挙げており、理由は「強くて、バッシングを受けている部分に共感するから」としている。秋山は、石井の清風学園の先輩でもある。横綱の朝青龍には2008年1月の場所中に実際に会いに行き、励ましてもらっている。2008年4月の全日本選手権では、朝青龍が石井の観戦に駆けつけた。その後、朝青龍が泥酔暴行事件によって引退が決まった直後、石井が滞在しているハワイのクラブで密会する様子がテレビで報道されるなど親交が深い。同じ大阪出身の亀田興毅とは、同学年で雑誌での対談もあり親交を深め[45]、その後は亀田兄弟の父親である亀田史郎の指導も受けている[46]。
- 柔道家としては小川直也を尊敬していて、高校生時代には小川からのアドバイスが欲しいがために小川がよく顔を出す明治大学の道場を訪れたりしており、そのため現在も小川とは親交がある。石井の北京オリンピックに向けた壮行会も茅ヶ崎市にある「小川道場」で開かれたほか、北京オリンピック後には「橋本真也の『破壊なくして創造はなし』の精神を継いでほしい」との思いから、小川から「真・破壊王」の称号を与えられた[47]。
- 北京オリンピック試合の翌日、日本テレビ『ズームイン!!SUPER』のインタビューで石井は「金メダルは小川道場に寄付します。自分は小川道場の門下生なんで。あるいは、モハメド・アリのように川に捨てます」と発言し、2008年9月28日には小川が主催する小川道場を訪れ、北京オリンピックで獲得した金メダルを寄贈した。寄贈後、石井が大外刈りを披露すると小川は石井の大外刈りを小川の必殺技「STO」にちなんで「STI（スペース・トルネード・イシイ）」と命名した[48]。
- 石井はプロ転向会見にて、目標とする総合格闘家としてエメリヤーエンコ・ヒョードル、ヒクソン・グレイシーとBJペンを挙げている。2008年9月22日にはそのヒョードルと初顔合わせする予定だったが、会見の約2時間前に中止となった[49]。「自分はヒクソンへのリスペクトの塊ですから光栄です。チョー会いたいです」「ヒクソンと一緒に生活したいです。取り入れているヨガとか教えてほしいし、精神面のアドバイスも もらえたらうれしいっス。確かヒクソンは日本に来ると山にこもるんですよね？ 一緒に行けたら夢のようです」「ヒクソンに教えてもらえれば、自分はチョー（寝技の実力が）伸びます。ヒクソンの息子になりたい」（東京スポーツ 2008年12月2日販売号より）とヒクソンへの憧れを公言している。2009年には、ハワイのBJペンのジムに出稽古に行った。
- 総合格闘技の存在を知る前はK-1のアンディ・フグやジェロム・レ・バンナらに憧れていた。
- 読書家で、戦国歴史物からイチローやイビチャ・オシムなど、他のスポーツ選手についての著書や発言集に至るまで幅広く読み、心構えやトレーニング方法などを柔道に取り入れる。上杉謙信を尊敬し、一番の愛読書は海音寺潮五郎の「天と地と」。好きな言葉を聞かれた時にも「天と地と」をあげたことがある。
- ZARDや羞恥心の楽曲を好む。フジテレビの『お笑い芸人歌がうまい王座決定戦スペシャル』にも出演し、アニメソングを歌い世間を驚かせたいとの野望があるという。（同局の『HEY!HEY!HEY! MUSIC CHAMP』にVTR出演した際に語ったもの。）
- 2008年4月の全日本体重別選手権に怪我で出られなくなり、北京オリンピック選考に不利になったことで、気づいたら屋上の上に立っていて死のうと思っていたという（本人談）。
- 北京オリンピック代表選考会のあった4月、石井のライバルでもある棟田康幸、井上康生のもとへ異例のアポなし出稽古にいくが断られた。これで「自信を取り戻した」という。
- 歯に衣着せない自由奔放な発言をすることで有名であり、「（福田康夫首相と握手をして。）すごい純粋さが伝わってきた。腹黒くないからこそ、人気が出ないのかもしれない」[50]「（福田首相（当時）突然の辞任について質問されて）僕は握手しただけで相手のことがすべて分かる。薄々こういうふうになるんじゃないかなと思っていた」「（2008年9月10日に母校・清風学園の朝礼（報告会）にて、人生を生きていくにあたりアドバイスを披露して（2008年9月10日））1つは絶対に保証人にならないこと。2つ目は煙草を吸わないこと。健康や財を失いますから。3つ目はネクタイをきっちり上まで締めること。それに人から安心、尊敬、信頼される人になることです」など多種多様な事柄についてコメントしている。発言の中には板垣恵介の人気格闘技漫画であるグラップラー刃牙のキャラクターの台詞を真似たものもしばしばある（例: 北京オリンピック解団式インタビューにて「オスとして魅力を感じて室伏選手に握手を求めました。でも、僕のほうが握力強かったですね」）
- ネプリーグに出演した際、相手チームの上島竜兵を「かみしまさん」といじって笑いを取るなど番組を盛り上げた。
- しかし、笑いをとるために行った行動や発言がスベってしまうことも非常に多い。公開会見でSRCと本契約を結んだ際には、登場する際に「徹子の部屋」のイントロ曲を流しながら黒柳徹子ふうの頭髪カツラをかぶって登場し、会場に微妙な空気が漂った。2010年11月8日のK-1 WORLD MAX 2010 FINALの試合では一本勝ちを収めたが、入場曲にAKB48のBeginnerを使用した。試合後のリング上でのマイクアピールでは「『持ってる、持ってる』とみんなからいわれていて、この試合が終わってわかりました。自分は話を盛るくせでした」と、野球の斎藤佑樹投手の名言のパロディをしたが、観客にはその意図がまったく伝わらず、会場には気まずい空気が漂った[51]。また、以前からK-1ルール挑戦への意欲を見せていたにもかかわらず、同大会ではなくK-1ルールではなく総合格闘技のDREAMルールで参戦したことや試合前に「K-1ルールに出ないかわりに打撃で勝負します」と公言したにもかかわらず、寝技のみで戦ったことなどに対して、同大会に出場した一部のK-1ファイターが不快感を示し、長島☆自演乙☆雄一郎などは「僕らはK-1に誇りを持って戦ってるのに何でK-1MAXのリングでDREAMの試合をやるのかなって。どうせK-1に出るんなら打撃だけのルールでやればいいやないか。だったら、階級は僕の方が下だけど僕が大晦日に石井選手とK-1ルールでやりますよ」と怒りを露にした。
- 北京オリンピック金メダル獲得翌日の会見で石井は、「世界で一番強い男というのは、フィジカル、メンタル両方強くなくてはいけません。ヒクソン・グレイシーだとかエメリヤーエンコ・ヒョードルだとか、強い選手はまだいます。自分は全然まだまだです」[52] と発言し、その後も「自分にとってオリンピックは踏み台なんで」「次に戦いたい相手はミルコ・クロコップ、エメリヤーエンコ・ヒョードル、アントニオ・ホドリゴ・ノゲイラです」、「（目標は）この地球上で、60億分の1になることです（総合格闘技団体PRIDEのヘビー級グランプリのキャッチコピー）」と語るなど、当初から総合格闘技への憧れを隠そうとしなかったため転向が注目されていた。
- 北京オリンピックで金メダルを獲得した後、多くのマスコミが石井の取材を申し込んだが、石井の奔放な発言に懸念を抱いた全日本柔道連盟がテレビ出演をすべて断っており、雑誌取材も『近代柔道』を除いて全て却下された。北京オリンピック後に飛び出した発言の多くは、各種の祝勝会や報告会の場におけるものである。石井は、「喋りでも実力があるところを見せたかった」「（他のメダリストのように）生放送出演したかった」と残念がっているという[53]。
- 2008年11月6日、両国国技館にて行われたダライ・ラマ14世の講演に花束贈呈者として呼ばれていたが、質問コーナーで自分の格闘技の進路について「自分で決めるばかりでなく、時には長いものにまかれることも必要なのでしょうか？」と質問をし、「状況をよく見て考え、最終的には自分で決めるものだと私は思います。」とアドバイスを受けた。
- 2010年1月3日の報道によると、石井は2009年12月31日のプロデビュー戦に先立ち、自身のブログにおいて「負けたら自殺」と豪語していた。しかし試合は石井の完敗となり、公言どおり自殺するのではとファンが心配する中、問題となっていたブログが3日までに削除されていたことが判明した。報道によると、石井は試合前にすでに削除されており、視聴者は安堵や落胆で騒然となった[54]。
- 男性用ブラジャーを使用しているとのこと[55]。
- 上述のように、インタビューで鈴木を挑発する発言をした。その際、「柔道家の先輩に対し、あまりにも礼儀を欠いた発言」だとして、柔道ファンや鈴木側の者から厳しく批判された。挑発された鈴木もインタビューにおいて不快な思いを吐露している。
- 柔術家のアンディコングとは練習仲間でもある。
- 2019年7月のインタビューで、練習拠点にしていたクロアチアの国籍を取得済みであることを明かした[1]。

## 戦績

### プロボクシング
- 戦績 2戦1勝1分

| 戦           | 日付          | 勝敗 | 時間 | 内容    | 対戦相手 | 国籍                    | 備考           |
| ------------ | ------------- | ---- | ---- | ------- | -------- | ----------------------- | -------------- |
| 1            | 2022年8月14日 | ☆    | 4R   | 判定2-0 | 高山秀峰 | 日本 （スパイダー根本） | プロデビュー戦 |
| 2            | 2023年1月6日  | △    | 4R   | 判定1-0 | 韓昌洙   | 韓国                    |                |
| テンプレート |               |      |      |         |          |                         |                |

### プロキックボクシング
| キックボクシング 戦績 | キックボクシング 戦績 | キックボクシング 戦績 | キックボクシング 戦績 | キックボクシング 戦績 | キックボクシング 戦績 | キックボクシング 戦績 |
| --------------------- | --------------------- | --------------------- | --------------------- | --------------------- | --------------------- | --------------------- |
| 4 試合                | (T)KO                 | 判定                  | その他                | 引き分け              | 無効試合              |                       |
| 3 勝                  | 1                     | 2                     | 0                     | 0                     | 0                     |                       |
| 1 敗                  | 0                     | 1                     | 0                     | 0                     | 0                     |                       |

| 勝敗 | 対戦相手 | 試合結果              | 大会名                                                                                    | 開催年月日    |
| ×    | 京太郎   | 3分3R終了 判定0-3     | K-1 WORLD GP 2023 JAPAN ～K’FESTA.6～                                                     | 2023年3月12日 |
| ○    | 実方宏介 | 2R 1:02 KO (左フック) | K-1 WORLD GP 2022 JAPAN ～K’FESTA.5～ 【 K-1 WORLD GP 2022 K-1無差別級トーナメント1回戦】 | 2022年4月3日  |
| ○    | RUI      | 3分3R終了 判定3-0     | K-1 WORLD GP 2021 JAPAN～スーパー・ウェルター級＆フェザー級ダブルタイトルマッチ～         | 2021年12月4日 |
| ○    | 愛鷹亮   | 3R+延長1R 判定3-0     | K-1 WORLD GP 2021 JAPAN ～よこはまつり～                                                  | 2021年9月20日 |

### プロ総合格闘技
| 総合格闘技 戦績 | 総合格闘技 戦績 | 総合格闘技 戦績 | 総合格闘技 戦績 | 総合格闘技 戦績 | 総合格闘技 戦績 | 総合格闘技 戦績 |
| --------------- | --------------- | --------------- | --------------- | --------------- | --------------- | --------------- |
| 38 試合         | (T)KO           | 一本            | 判定            | その他          | 引き分け        | 無効試合        |
| 25 勝           | 3               | 12              | 10              | 0               | 1               | 0               |
| 12 敗           | 6               | 0               | 6               | 0               | 1               | 0               |

| 勝敗 | 対戦相手                             | 試合結果                           | 大会名                                                                           | 開催年月日     |
| ○    | クレベル・ソウザ                     | 1R 3:24 アームロック               | HEAT 44 【HEAT総合ルールヘビー級タイトルマッチ】                                 | 2020年1月19日  |
| ×    | ジェイク・ヒューン                   | 1R 1:24 KO（右アッパー）           | RIZIN.20                                                                         | 2019年12月31日 |
| ×    | デニス・ゴルゾフ                     | 5分2R終了 判定0-2                  | PFL 9: 2019 Season PFL Playoffs 3                                                | 2019年10月31日 |
| ×    | ジャレッド・ロショルト               | 5分3R終了 判定0-3                  | PFL 6: 2019 Regular Season                                                       | 2019年8月8日   |
| ○    | ジク・トゥイネイ＝ワイリー           | 5分3R終了 判定2-1                  | PFL 3: 2019 Regular Season                                                       | 2019年6月6日   |
| ○    | フェルナンド・ロドリゲス・ジュニア   | 5分3R終了 判定2-1                  | KSW 47: The X-Warriors                                                           | 2019年3月23日  |
| ○    | カルリ・ギブレイン                   | 2R 3:54 V1アームロック             | HEAT 44 【HEAT総合ルールヘビー級タイトルマッチ】                                 | 2019年3月2日   |
| ○    | ホドリコ・カルロス                   | 1R 1:42 TKO（パウンド）            | Serbian Battle Championship 20 【SBCヘビー級タイトルマッチ】                     | 2019年2月16日  |
| ○    | トニー・ロペス                       | 1R 4:23 洗濯ばさみ                 | Serbian Battle Championship 19 【SBCヘビー級王座決定戦】                         | 2018年12月1日  |
| ○    | ロカス・スタンブラウスカス           | 1R 4:43 洗濯ばさみ                 | German MMA Championship 17                                                       | 2018年10月13日 |
| ○    | ビヨルン・シュミーデベルグ           | 1R 2:36 ダブルリストロック         | Final Fight Championship 30                                                      | 2017年10月21日 |
| ×    | イヴァン・シュトルコフ               | 2R 3:43 TKO（右フック→パウンド）   | RCC Boxing Promotions: Russia vs Japan                                           | 2017年7月9日   |
| ○    | ヒース・ヒーリング                   | 2R（10分/5分）終了 判定3-0         | RIZIN 2017 in YOKOHAMA -SAKURA-                                                  | 2017年4月16日  |
| ×    | キング・モー                         | 5分3R終了 判定0-3                  | Bellator 169: King Mo vs. Ishii                                                  | 2016年12月16日 |
| ×    | クイントン・"ランペイジ"・ジャクソン | 5分3R終了 判定1-2                  | Bellator 157: Dynamite 2                                                         | 2016年6月24日  |
| ×    | イリー・プロハースカ                 | 1R 1:36 KO（グラウンドの膝蹴り）   | RIZIN FIGHTING WORLD GRAND-PRIX 2015 さいたま3DAYS 【100kg級トーナメント 1回戦】 | 2015年12月29日 |
| ○    | ウィリアム・ペン                     | 1R 3:07 チョークスリーパー         | INOKI GENOME FIGHT 4                                                             | 2015年8月29日  |
| ○    | ニック・ロズボロウ                   | 1R 4:22 チキンウィングアームロック | INOKI GENOME FIGHT 3                                                             | 2015年4月11日  |
| ×    | ミルコ・クロコップ                   | 2R終了時 TKO（スタンドパンチ連打） | INOKI BOM-BA-YE 2014 【IGFチャンピオンシップ】                                   | 2014年12月31日 |
| ×    | ミルコ・クロコップ                   | 2R 2:37 TKO（ドクターストップ）    | INOKI GENOME FIGHT 2 【IGFチャンピオンシップ】                                   | 2014年8月23日  |
| ○    | フィリップ・デ・フライ               | 5分2R終了 判定3-0                  | INOKI GENOME FIGHT 1                                                             | 2014年4月5日   |
| ○    | 藤田和之                             | 5分3R終了 判定3-0                  | INOKI BOM-BA-YE 2013 【IGFチャンピオンシップ】                                   | 2013年12月31日 |
| ○    | ジェフ・モンソン                     | 5分3R終了 判定2-0                  | M-1 Challenge 42                                                                 | 2013年10月20日 |
| ○    | クレートン・エリオット・ジョーンズ   | 1R 0:35 TKO（パウンド）            | IGF GENOME27                                                                     | 2013年7月20日  |
| ○    | ペドロ・ヒーゾ                       | 5分3R終了 判定3-0                  | IGF GENOME26                                                                     | 2013年5月26日  |
| ○    | ケリー・ショール                     | 1R 2:43 腕ひしぎ十字固め           | IGF GENOME25                                                                     | 2013年3月20日  |
| ○    | ショーン・マッコークル               | 1R 2:41 チキンウィングアームロック | IGF GENOME24                                                                     | 2013年2月23日  |
| ○    | ティム・シルビア                     | 5分3R終了 判定3-0                  | INOKI BOM-BA-YE 2012                                                             | 2012年12月31日 |
| ×    | エメリヤーエンコ・ヒョードル         | 1R 2:34 KO（スタンドパンチ連打）   | 元気ですか!! 大晦日!! 2011                                                       | 2011年12月31日 |
| △    | パウロ・フィリオ                     | 5分3R終了 判定                     | Amazon Forest Combat 1                                                           | 2011年9月14日  |
| ○    | ジェロム・レ・バンナ                 | 5分3R終了 判定3-0                  | Dynamite!! 〜勇気のチカラ2010〜                                                  | 2010年12月31日 |
| ○    | 柴田勝頼                             | 1R 3:30 チキンウィングアームロック | K-1 WORLD MAX 2010 -70kg World Championship Tournament FINAL                     | 2010年11月8日  |
| ○    | ミノワマン                           | 2R（10分/5分）終了 判定3-0         | DREAM.16                                                                         | 2010年9月25日  |
| ○    | タファ・"タンパー"・ミシパティ       | 1R 2:42 腕ひしぎ十字固め           | Xplosion: New Zealand vs. Japan                                                  | 2010年5月15日  |
| ×    | 吉田秀彦                             | 5分3R終了 判定0-3                  | Dynamite!! 〜勇気のチカラ2009〜                                                  | 2009年12月31日 |

### アマチュア・エキシビション
| 勝敗 | 対戦相手             | 試合結果                              | 大会名              | 開催年月日    |
| ×    | マイルス・ティナネス | 1R終了時 反則（ラウンド終了後の攻撃） | X-1 Nations Collide | 2010年6月4日  |
| ○    | ササエ・パオゴフィー | 1R 2:50 アームロック                  | X-1 Champions 2     | 2010年3月20日 |

### グラップリング
| 勝敗 | 対戦相手                     | 試合結果                        | 大会名                                                    | 開催年月日     |
| ×    | アーロン・ジョンソン         | 1R 三角絞め                     | 世界ノーギ柔術選手権 2018 【黒帯 ウルトラヘビー級 1回戦】 | 2018年12月15日 |
| ×    | ダン・ストラウス             | 15分1R終了 判定1-2              | Polaris 8                                                 | 2018年12月9日  |
| ○    | フランク・ミア               | 8分1R終了+延長R 失格（指導3回） | QUINTET.3                                                 | 2018年10月5日  |
| △    | ジオ・マルティネス           | 4分1R終了 時間切れ              | QUINTET.2                                                 | 2018年7月16日  |
| △    | マルコス・ソウザ             | 4分1R終了 時間切れ              | QUINTET.1                                                 | 2018年4月11日  |
| △    | ウラジミール・マティシェンコ | 20分1R終了 時間切れ             | Metamoris 7                                               | 2016年7月17日  |

## 獲得タイトル
- 2004年：全国高等学校総合体育大会（100kg級） 優勝
- 2004年：全日本ジュニア体重別選手権大会（100kg級） 優勝
- 2004年：アジアジュニア柔道選手権（100kg級） 優勝
- 2004年：世界ジュニア柔道選手権大会（100kg級） 優勝
- 2004年：講道館杯全日本柔道体重別選手権大会（100kg級） 優勝（史上3人目の高校生王者）
- 2004年：韓国国際柔道大会（100kg級） 優勝
- 2005年：嘉納治五郎杯国際柔道大会（無差別級） 3位
- 2005年：フランス国際柔道大会（100kg級） 3位
- 2005年：ハンガリー国際柔道大会（100kg級） 準優勝
- 2005年：全日本選抜柔道体重別選手権大会（100kg級） 3位
- 2005年：全日本学生柔道優勝大会（国士舘大学） 準優勝
- 2005年：講道館杯全日本柔道体重別選手権大会（100kg級） 優勝（連覇）
- 2005年：韓国国際柔道大会（100kg級） 優勝（連覇）
- 2006年：嘉納治五郎杯国際柔道大会（100kg級） 準優勝
- 2006年：オーストリア国際柔道大会（100kg級） 優勝
- 2006年：全日本選抜柔道体重別選手権大会（100kg級） 3位
- 2006年：全日本柔道選手権大会 優勝 （初出場・史上最年少での優勝）
- 2006年：全日本学生柔道優勝大会（国士舘大学） 優勝
- 2006年：ドーハアジア競技大会（100kg級） 準優勝
- 2007年：全日本柔道選手権大会 準優勝
- 2007年：嘉納治五郎杯東京国際柔道大会（100kg超級）優勝
- 2008年：オーストリア国際柔道大会（100kg超級） 優勝
- 2008年：カザフスタン国際柔道（100kg超級） 優勝
- 2008年：全日本柔道選手権大会 優勝
- 2008年：北京オリンピック柔道競技（100kg超級） 優勝（最重量級最年少王者）
- 2013年：第3代IGF王座
- 2018年：SBCヘビー級王座
- 2019年：第5代HEAT総合ルールヘビー級王座

## 表彰
- 紫綬褒章（2008年）[56]

## 出演

### クイズ番組
- ネプリーグ (2009年9月28日、フジテレビ)

### 映画
- 闘魂先生 Mr.ネバーギブアップ（2012年）
- ザ・スマッシング・マシン（2025年公開予定）- エンセン井上 役[57]

### テレビドラマ
- TOKYO VICE 第1話（2022年4月、HBO Max・WOWOW） - ヤクザ 役

## 書籍
- 『石井訓（いしいくん）』（2008年11月13日、光文社、語録本）